# Povondraïte
La povondraïte est une espèce minérale silicate rare du groupe de la tourmaline dont la formule est NaFe3+3(Mg2Fe3+4)(Si6O18)3(BO3)3(OH)O. Le minéral a une couleur brun foncé à noir presque opaque avec un éclat résineux à splendide. Il cristallise dans le système cristallin trigonal sous forme de prismes équants et déformés avec des terminaisons pyramidales trigonales,.
On le retrouve sous forme de rares incrustations de fractures et de cavités dans les schistes dérivés de roches sédimentaires. Les minéraux associés sont le quartz, le feldspath potassique, la muscovite, le schorl, la riébeckite et la magnésite.
Découverte en 1976 dans la mine de San Francisco, près de Villa Tunari en Bolivie, elle est à l'origine appelée ferridravite en raison de sa composition et de sa relation supposée avec la dravite, c'est-à-dire « dravite ferrique ». Cependant, des recherches ultérieures ont donné lieu à une nouvelle formule empirique qui n'a aucun rapport avec la dravite, ce qui a nécessité un changement de nom, qui d'après le minéralogiste Pavel Povondra (1924–2013) de l'université Charles de Prague, est approuvé par l'Association minéralogique internationale dans les années 1990.